# Leichtathletik-Europameisterschaften 1950/Speerwurf der Männer

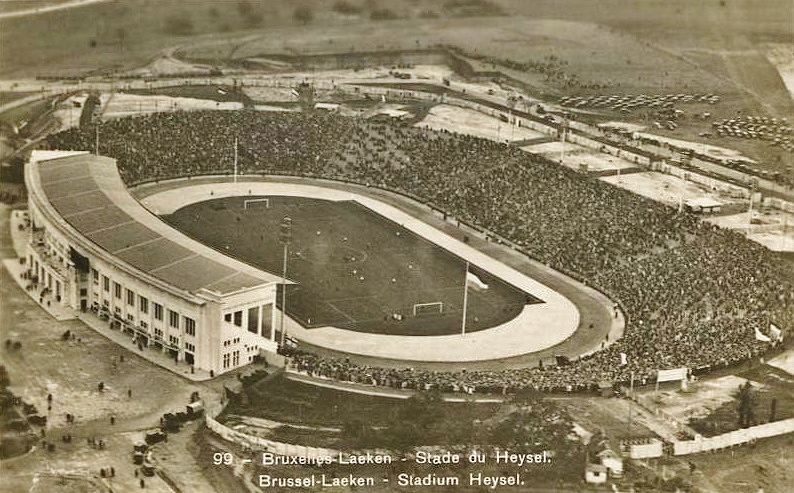
Das Brüsseler Heysel-Stadion in einer Luftaufnahme von 1935

Der Speerwurf der Männer bei den Leichtathletik-Europameisterschaften 1950 wurde am 26. und 27. August 1950 im Heysel-Stadion der belgischen Hauptstadt Brüssel ausgetragen.
Mit Silber und Bronze gab es in diesem Wettbewerb zwei Medaillen für Schweden. Europameister wurde der Finne Toivo Hyytiäinen. Auf den zweiten Platz kam Per-Arne Berglund. Bronze ging an Ragnar Ericzon.

## Bestehende Rekorde
| Weltrekord           | 78,70 m | Yrjö Nikkanen  | Kotka, Finnland      | 16. Oktober 1938  |
| Europarekord         | 78,70 m | Yrjö Nikkanen  | Kotka, Finnland      | 16. Oktober 1938  |
| Meisterschaftsrekord | 76,87 m | Matti Järvinen | EM Paris, Frankreich | 3. September 1938 |

Matti Järvinens seit den zweiten Europameisterschaften 1938 bestehender EM-Rekord blieb auch hier in Brüssel unangetastet. Die größte Weite erzielte der finnische Europameister Toivo Hyytiäinen im Finale mit 71,26 m, womit er 5,61 m unter diesem Rekord blieb. Zum Europarekord, gleichzeitig Weltrekord, fehlten ihm 7,44 m.

## Legende
Kurze Übersicht zur Bedeutung der Symbolik – so üblicherweise auch in sonstigen Veröffentlichungen verwendet:
| – | verzichtet |
| x | ungültig   |

## Qualifikation
26. August 1950, 17.15 Uhr
Die sechzehn Teilnehmer traten zu einer gemeinsamen Qualifikationsrunde an. Vier Werfer (hellblau unterlegt) übertrafen die Qualifikationsweite von 65,00 m. Damit war die Mindestanzahl von hier neun Finalteilnehmern nicht erreicht. So wurde das Finalfeld mit den fünf nächstplatzierten Athleten (hellgrün unterlegt) aufgefüllt und für die Finalteilnahme reichten schließlich 60,66 m.
| Platz | Name               | Nation       | 1. Versuch (m) | 2. Versuch (m) | 3. Versuch (m) | Bestweite (m) |
| 1     | Per-Arne Berglund  | Schweden     | 60,60          | 68,49          | –              | 68,49         |
| 2     | Toivo Hyytiäinen   | Finnland     | 68,02          | –              | –              | 68,02         |
| 3     | Tapio Rautavaara   | Finnland     | 64,09          | 61,25          | 67,36          | 67,36         |
| 4     | Ragnar Ericzon     | Schweden     | 65,29          | –              | –              | 65,29         |
| 5     | Mirko Vujačić      | Jugoslawien  | 63,74          | 60,93          | x              | 63,74         |
| 6     | Erwin Pektor       | Österreich   | x              | 63,51          | x              | 63,51         |
| 7     | Amos Matteucci     | Italien      | 61,63          | 57,60          | 61,05          | 61,63         |
| 8     | Viktor Iyevlev     | Sowjetunion  | x              | 52,20          | 61,25          | 61,25         |
| 9     | Nico Lutkeveld     | Niederlande  | 59,78          | 60,66          | 58,23          | 60,66         |
| 10    | Halil Zıraman      | Türkei       | 60,46          | 51,50          | x              | 60,46         |
| 11    | Branko Dangubić    | Jugoslawien  | x              | 59,37          | 57,39          | 59,37         |
| 12    | Jóel Sigurðsson    | Island       | 58,87          | 56,91          | 57,58          | 58,87         |
| 13    | Vasilios Kalimanis | Griechenland | 47,71          | 54,28          | 49,50          | 54,28         |
| 14    | Raymond van Eycken | Belgien      | x              | 52,52          | 52,82          | 52,82         |
| 15    | Ernst Lüthi        | Schweiz      | 50,81          | 51,54          | x              | 51,54         |
| 16    | Raymond Prud'homme | Belgien      | 40,29          | 46,35          | 45,40          | 46,35         |

## Finale
27. August 1950, 16.20 Uhr
| Platz | Name              | Nation      | 1. Versuch (m) | 2. Versuch (m) | 3. Versuch (m) | 4. Versuch (m)                          | 5. Versuch (m)                          | 6. Versuch (m)                          | Bestweite (m) |
| 1     | Toivo Hyytiäinen  | Finnland    | 67,92          | 69,21          | x              | 65,81                                   | 70,75                                   | 71,26                                   | 71,26         |
| 2     | Per-Arne Berglund | Schweden    | 67,86          | 65,42          | 70,06          | 62,48                                   | 62,87                                   | x                                       | 70,06         |
| 3     | Ragnar Ericzon    | Schweden    | 66,70          | 61,29          | 64,82          | 63,85                                   | 63,59                                   | 69,82                                   | 69,82         |
| 4     | Mirko Vujačić     | Jugoslawien | 66,84          | 64,48          | x              | 60,19                                   | x                                       | x                                       | 66,84         |
| 5     | Tapio Rautavaara  | Finnland    | 62,18          | 66,20          | 64,34          | 62,45                                   | 63,23                                   | 63,98                                   | 66,20         |
| 6     | Amos Matteucci    | Italien     | 61,82          | 64,99          | 59,75          | 64,21                                   | 58,02                                   | 62,52                                   | 64,99         |
| 7     | Erwin Pektor      | Österreich  | 59,33          | 62,13          | 59,00          | nicht im Finale der besten sechs Werfer | nicht im Finale der besten sechs Werfer | nicht im Finale der besten sechs Werfer | 62,13         |
| 8     | Nico Lutkeveld    | Niederlande | 60,46          | 61,50          | 60,12          | nicht im Finale der besten sechs Werfer | nicht im Finale der besten sechs Werfer | nicht im Finale der besten sechs Werfer | 61,50         |
| 9     | Viktor Iyevlev    | Sowjetunion | 58,59          | 58,09          | 52,06          | nicht im Finale der besten sechs Werfer | nicht im Finale der besten sechs Werfer | nicht im Finale der besten sechs Werfer | 58,59         |

Erwartet wurde hier ein Duell zwischen den Werfern aus Schweden und Finnland, das sich auch in der Qualifikation bereits angedeutet hatte. In Durchgang eins übernahm der Finne Toivo Hyytiäinen mit 67,92 m die Spitze ganz knapp vor dem schwedischen Qualifikationsbesten Per-Arne Berglund, der auf 67,86 m kam. Es folgten der Jugoslawe Mirko Vujačić mit 66,84 m und der Schwede Ragnar Ericzon (66,70 m). Die nachfolgenden Werfer lagen mehr als vier Meter zurück.
In Runde zwei baute Hyytiäinen mit 69,21 m seine Führung aus. Dem Finnen Tapio Rautavaara gelangen 66,20 m, womit er sich den vier erstplatzierten Athleten näherte, aber nicht ganz herankam. Mit seinem dritten Wurf auf 70,06 m übertraf Berglund als Erster die 70-Meter.Marke und verdrängte damit Hyytiäinen von der Spitze. Nachdem sich in Durchgang vier kein Wettbewerber gesteigert hatte, eroberte Hyytiäinen mit einem Wurf auf 70,75 m die Führung zurück. Vor dem letzten Durchgang war Berglund nun Zweiter, Vujačić lag weiterhin auf Rang drei vor Ericzon und Rautavaara.
In der letzten Runde änderte sich diese Rangfolge noch einmal. Toivo Hyytiäinen verbesserte sich auf 71,26 m und wurde damit Europameister vor Per-Arne Berglund. Ein Wurf von 69,82 m brachte Ragnar Ericzon auf den Bronzeplatz. Mirko Vujačić wurde Vierter vor Tapio Rautavaara.
Das Niveau dieses Wettbewerbs war besser als bei den Europameisterschaften des Jahres 1946, blieb jedoch deutlich unter dem Level der Zeit vor dem Zweiten Weltkrieg, als die beiden Finnen Matti Järvinen und Yrjö Nikkanen Maßstäbe setzten.